# UFC on ESPN: Lewis vs. Nascimento
UFC on ESPN: Lewis vs. Nascimento (también conocido como UFC on ESPN 56) fue un evento de artes marciales mixtas producido por Ultimate Fighting Championship que se llevó a cabo el 11 de mayo de 2024 en Enterprise Center en San Luis, Misuri, Estados Unidos.

## Antecedentes
El evento marcará la segunda visita de la promoción a St. Louis y la primera desde UFC Fight Night: Stephens vs. Choi en enero de 2018.
Se espera que una pelea de peso pesado entre el ex retador al Campeonato de Peso Pesado de UFC Derrick Lewis y Rodrigo Nascimento encabece el evento.
Se esperaba que se llevara a cabo una pelea de peso semipesado entre Carlos Ulberg y Alonzo Menifield en UFC Fight Night: Blanchfield vs. Fiorot el 30 de marzo, pero se trasladó a este evento por razones no reveladas.
Se esperaba que se llevara a cabo una pelea de peso ligero entre Matt Frevola y Michael Johnson en el evento, pero fue descartada después de que Johnson se retiró.

## Bonificaciones
Los siguientes peleadores recibieron bonos de $50.000:
- Pelea de la Noche: Trey Waters vs. Billy Goff
- Actuación de la Noche: Carlos Ulberg y Carlos Diego Ferreira